# Ілка Чейз
Ілка Чейз (англ. Ilka Chase; нар. 8 квітня 1905, Нью-Йорк, Нью-Йорк, США — пом. 15 лютого 1978, Мехіко, Мексика) — американська акторка.

## Життєпис
Народилася в Нью-Йорку в сім'ї головного редакторки журналу «Vogue» Едни Вулман Чейз та її першого чоловіка Френсіса Дейна Чейза. Освіту здобула в монастирських школах-інтернатах у США, Англії та Франції. Дебютувала на театральній сцені в 1923 році, а через рік вперше з'явилася на Бродвеї, де регулярно грала наступні два десятиліття.
На великому екрані Чейз з'явилася у 20 картинах, серед яких «Царство звірів» (1932), «Вперед, мандрівник» (1942), «Це має статися з вами» (1954), «Великий ніж» (1955) та «Одинадцять друзів Оушена» (1960). Крім цього, періодично з'являлася на телеекранах, у тому числі в телефільмі «Попелюшка» з Джулією Ендрюс у головній ролі, де виконала роль злої мачухи, а також у серіалах «Продюсерська вітрина», «Театр 90» та «Захисники».
Чейз тричі була одружена. З першим чоловіком (актор Луї Келхерн) розлучилася, як і з продюсером на радіо Вільямом Б. Мюрреєм. З третім чоловіком, доктором Нортоном Сейджером Брауном, була з 1948 року до своєї смерті в 1978 році. Похована в штаті Нью-Йорк на цвинтарі Вестчестер-Хіллс.